# Cleveland Cavaliers 1992-1993
La stagione 1992-93 dei Cleveland Cavaliers fu la 23ª nella NBA per la franchigia.
I Cleveland Cavaliers arrivarono secondi nella Central Division della Eastern Conference con un record di 54-28. Nei play-off vinsero il primo turno con i New Jersey Nets (3-2), perdendo poi la semifinale di conference con i Chicago Bulls (4-0).

## Roster
| N° | Naz.                   | Ruolo | Sportivo         | Anno | Alt. | Peso |
| -- | ---------------------- | ----- | ---------------- | ---- | ---- | ---- |
| 3  | Stati Uniti (bandiera) | GA    | Craig Ehlo       | 1961 | 198  | 82   |
| 4  | Stati Uniti (bandiera) | G     | Steve Kerr       | 1965 | 191  | 79   |
| 10 | Stati Uniti (bandiera) | G     | John Battle      | 1962 | 188  | 79   |
| 11 | Stati Uniti (bandiera) | G     | Terrell Brandon  | 1970 | 180  | 82   |
| 14 | Stati Uniti (bandiera) | G     | Bobby Phills     | 1969 | 196  | 95   |
| 18 | Stati Uniti (bandiera) | AC    | Hot Rod Williams | 1962 | 211  | 98   |
| 21 | Stati Uniti (bandiera) | GA    | Gerald Wilkins   | 1963 | 198  | 84   |
| 22 | Stati Uniti (bandiera) | AC    | Larry Nance      | 1959 | 208  | 93   |
| 25 | Stati Uniti (bandiera) | G     | Mark Price       | 1964 | 183  | 77   |
| 30 | Stati Uniti (bandiera) | A     | Jerome Lane      | 1966 | 198  | 104  |
| 33 | Stati Uniti (bandiera) | GA    | Mike Sanders     | 1960 | 198  | 95   |
| 35 | Stati Uniti (bandiera) | A     | Danny Ferry      | 1966 | 208  | 104  |
| 43 | Stati Uniti (bandiera) | C     | Brad Daugherty   | 1965 | 213  | 109  |
| 54 | Stati Uniti (bandiera) | C     | Jay Guidinger    | 1969 | 208  | 116  |

## Staff tecnico
- Allenatore: Lenny Wilkens
- Vice-allenatori: Dick Helm, Brian Winters
- Preparatore atletico: Gary Briggs